# Brushy One String

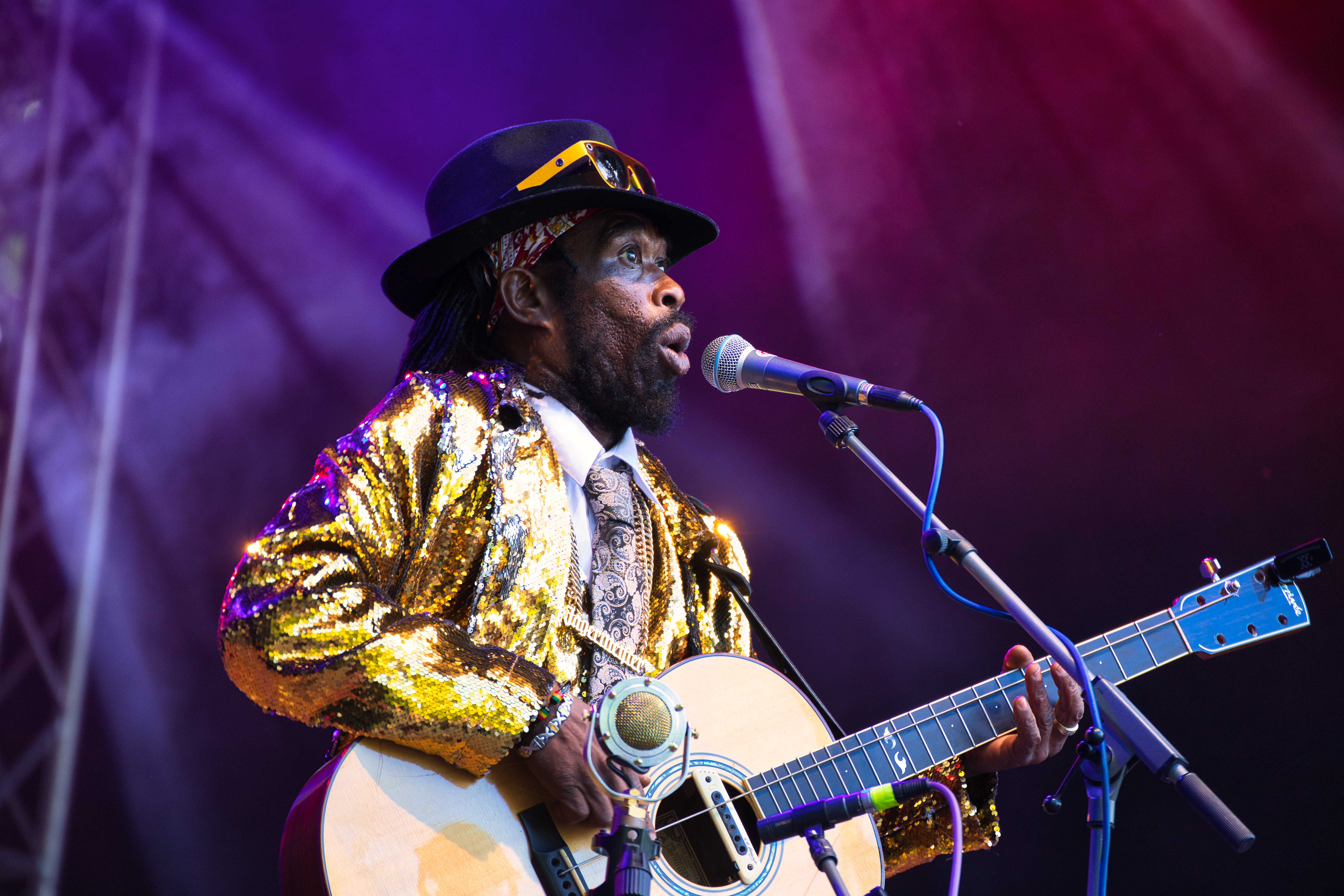
Brushy One String auf dem Rudolstadt-Festival (2022)

Brushy One String (bürgerlich Andrew Anthony Chin) ist ein jamaikanischer Sänger und Bassist der Calypso- und Reggaemusik.
Als selbsternannter King of One String erlangte er über die Webvideoplattform YouTube weltweite Bekanntheit durch das Spielen einer einsaitigen Gitarre.

## Frühes Leben
Chins Vater, Freddie McKay, war ebenfalls Reggaesänger, starb jedoch, als Chin noch in jungem Alter war. Da seine Mutter in Großbritannien lebte, wuchs Chin bei seiner Großmutter auf Jamaika auf.
Als er zwölf Jahre alt war, erhielt Chin seine erste Gitarre. Die Idee, eine einsaitige Gitarre zu spielen, kam ihm nach eigenen Aussagen in einem Traum. Da seine Gitarre aufgrund seines groben Umgangs mit ihr nur noch die tiefe E-Saite besaß, spielte er vorerst auf dieser. Später wechselte er zur A-Saite.

## Karriere
Bei Auftritten benutzt Brushy One String stets eine einsaitige Gitarre, deren Korpus er als Perkussionsinstrument benutzt.
Erste größere Bekanntheit erlangte er im Jahr 2006, als er in der jamaikanischen TV-Talentshow Digicel Rising Stars auftrat. Er erreichte das Finale, wurde jedoch disqualifiziert, da er zu alt für das junge Publikum gewesen sei.
Im Jahr 2007 drehte Luciano Blotta den Dokumentarfilm Rise Up über jamaikanische Untergrundmusik. Während des Drehs traf er auf Brushy One String und benutzte seinen Song Chicken in the Corn als Soundtrack für den Film.
Eine Dokumentation über Brushy One Strings Karriere namens The King of One String wurde 2014 veröffentlicht.
2019 arbeitete er mit den Comedians Lauren Lapkus, Paul F. Tompkins und Scott Aukerman an ihrem Podcast Threedom.
Über die Jahre trat Brushy One String auf Festivals wie dem South by Southwest, dem New Orleans House of Blues und dem New Orleans Jazz & Heritage Festival auf. 2022 spielte er erstmals in Deutschland auf dem Summerjam und auf dem Rudolstadt Folk-Roots-Weltmusik-Festival.

## Diskografie
Studioalben
- 2014: Destiny
- 2016: No Man Stop Me
- 2019: All You Need is One

Livealben
- 2015: Live at New Orleans Jazz & Heritage Festival
- 2023: Live In South America

Singles
- 2014: Chicken in the Corn
- 2014: Mr. DC / Judgment Time
- 2018: Picture on the Wall
- 2018: Lesson in Love (Acoustic)
- 2020: Rising Up
- 2020: Pretty Girl
- 2021: Walking Dreamer
- 2021: Rastaman (Alternate Mix)
- 2021: Zombies

Compilations
- 2010: The King of One String (Acoustic)

## Filmografie
- 2007: Rise Up (Dokumentation)
- 2014: The King of One String (Dokumentationskurzfilm)